# Anna van der Kamp
Anna van der Kamp, född den 19 juni 1972 i Abbotsford i Kanada, är en kanadensisk roddare.
Hon tog OS-silver i åtta med styrman i samband med de olympiska roddtävlingarna 1996 i Atlanta.